# ساشا ميلر
ساشا ميلر (بالإنجليزية: Sasha Miller)‏ (15 أكتوبر 1933)؛ روائية أمريكية.